# Ion Moldovan
Ion Moldovan es un tenista rumano nacido en Constanza el 17 de enero de 1978. No ha ganado títulos ATP, y su mayor ranking en individuales fue 111 en agosto de 1997. Jugó Copa Davis, debutando en 1997 cuando Rumania perdió con Holanda.

## Títulos (0)

### Individuales (0)
No posee títulos ATP, es por eso que se cita aquellos logrados en torneos Challengers.
| Leyenda                |
| Grand Slam (0)         |
| Tennis Masters Cup (0) |
| ATP Masters Series (0) |
| ATP Tour (0)           |
| Challengers (3)        |

| N.º | Fecha               | Torneo                | Superficie    | Oponente en la final      | Resultado   |
| --- | ------------------- | --------------------- | ------------- | ------------------------- | ----------- |
| 1.  | 7 de julio de 1997  | Braşov, Rumania       | Tierra batida | Dinu Pescariu (Rumania)   | 6-2 6-4     |
| 2.  | 14 de julio de 1997 | Scheveningen, Holanda | Tierra batida | Salvador Navarro (España) | 3-6 7-5 6-2 |

### Finalista en individuales (0)
A pesar de no haber llegado a ninguna final ATP, sí lo ha hecho en torneos Challengers.
- 1996:
  - Challenger de Poznan pierde ante Thierry Champion por 0-6 3-6 sobre tierra batida.

### Dobles (0)
No ha ganado títulos ATP, pero si Challengers.
| Leyenda                |
| Grand Slam (0)         |
| Tennis Masters Cup (0) |
| ATP Masters Series (0) |
| ATP Tour (0)           |
| Challengers (7)        |

| N.º | Fecha                    | Torneo                           | Superficie    | Pareja                   | Oponentes en la final                                             | Resultado   |
| --- | ------------------------ | -------------------------------- | ------------- | ------------------------ | ----------------------------------------------------------------- | ----------- |
| 1.  | 14 de agosto de 2000     | Sylt, Alemania                   | Tierra batida | Yuri Schukin (Rusia)     | Ashley Fisher (Australia) / Gareth Williams (Sudáfrica)           | 6-4 6-2     |
| 2.  | 28 de agosto de 2000     | Freudenstadt, Alemania           | Tierra batida | Yuri Schukin (Rusia)     | Julian Knowle (Austria) / Jean Claude Scherrer (Suiza)            | 3-6 6-3 6-4 |
| 3.  | 18 de septiembre de 2000 | Braşov, Rumania                  | Tierra batida | Yuri Schukin (Rusia)     | Dick Norman (Bélgica) / Wolfgang Schranz (Austria)                | 6-4 6-1     |
| 4.  | 2 de octubre de 2000     | Tánger, Marruecos                | Tierra batida | Yuri Schukin (Rusia)     | Cristian Kordasz (Argentina) / Cristiano Testa (Brasil)           | 6-4 2-6 6-2 |
| 5.  | 15 de septiembre de 2003 | Banja Luka, Bosnia y Herzegovina | Tierra batida | Yuri Schukin (Rusia)     | Nikola Ciric (Serbia) / Goran Tosic (Serbia)                      | 6-2 7-5     |
| 6.  | 1 de agosto de 2005      | Timisoara, Rumania               | Tierra batida | Gabriel Moraru (Rumania) | Ilia Kushev (Bulgaria) / Radoslav Lukaev (Bulgaria)               | 6-2 6-0     |
| 7.  | 5 de septiembre de 2005  | Braşov, Rumania                  | Tierra batida | Gabriel Moraru (Rumania) | Melvyn Op der Heijde (Holanda) / Dennis van Scheppingen (Holanda) | 6-1 6-4     |

### Finalista en dobles (0)
No ha llegado a finales de ATP, pero si de Challengers.
- 1997:
  - Challenger de Braşov junto a Dinu Pescariu pierden ante George Cosac y Miles MacLagan por 4-6 6-7 sobre tierra batida.
- 2000: 
  - Challenger de Toliatti junto a Yuri Schukin pierden ante Dušan Vemić y Lovro Zovko por 4-6 4-6 sobre superficie dura.
- 2001:
  - Challenger de Bucarest junto a Yuri Schukin pierden ante Mark Merklein y Paul Rosner por 4-6 4-6 sobre tierra batida.